# Ghassan Faddul
Ghassan Faddul (arab. غسان فضول, ur. 1 września 1955) – libański lekkoatleta.
Brał udział w igrzyskach w 1976, na których wystartował w oszczepem i skoku w dal. W rzucie oszczepem odpadł w kwalifikacjach zajmując 22. miejsce, ostatnie spośród sklasyfikowanych, z wynikiem 54,92 m. W skoku w dal także odpadł w kwalifikacjach jako jedyny nie zaliczając ani jednej próby. Był jedynym libańskim lekkoatletą i najmłodszym Libańczykiem na tych igrzyskach.